# 上仁站
上仁站（：／ Sangin yeok */?）是大邱地鐵1號線沿線的一座地下車站，位於韓國大邱廣域市达西区上仁1洞，韓語副站名為「大邱報勳醫院」（대구보훈병원）。
於1997年11月26日啟用的上仁站，是一座地下車站。本站設有兩個出口，車站周邊為住宅區與商業設施密集地帶，生活機能便利。副站名「大邱報勳醫院」源自鄰近的大型綜合性退伍軍人醫院，吸引許多病患及家屬搭乘捷運前往。車站附近另有大型超市、百貨商場與學校，通勤與採買需求旺盛。作為達西區重要的交通樞紐之一，上仁站每日乘車人次穩定，對當地交通便利性及經濟發展具有重要影響。

## 車站結構
站體為2面2線側式月台的地下車站，候車月台設有月台幕門，並有8處出口。

### 月台配置
| 月背 ↑ |
| \| 上  |
| ↓ 月村 |

| 月台 | 路線               | 目的地                   |
| ---- | ------------------ | ------------------------ |
| 上行 | ●大邱都市铁道1号线 | 月背、辰泉、舌化椧谷方向 |
| 下行 | ●大邱都市铁道1号线 | 半月堂、中央路、安心方向 |

## 歷史
- 1995年4月28日：大邱地鐵1號線興建期間在此處發生瓦斯爆炸事故，造成101人死亡、200多人輕重傷和346棟建築物與152輛汽客車受損。
- 1997年11月26日：開通啟用。

## 車站周邊
- 大邱都市铁道公社
- 大邱都市鐵道建設本部
- 大邱商苑高校
- 嶺南高校
- 大邱松一初等學校
- 上仁初等學校
- 月背郵局
- 達西區少年修煉館
- 大邱銀行上仁站分行
- KB國民銀行上仁站分行
- 上仁天主教堂
- 聖母女性醫院

## 圖片

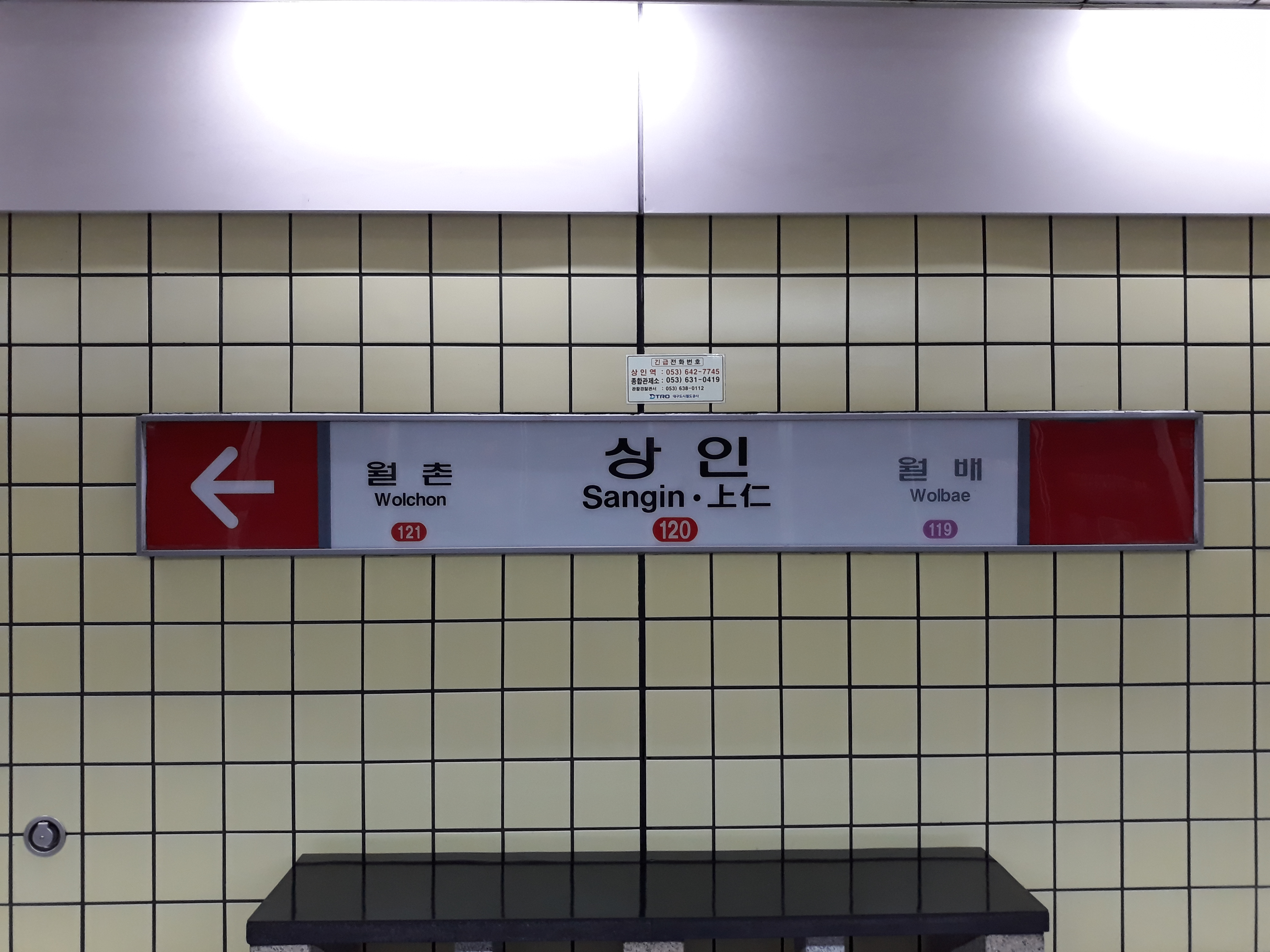
站名牌
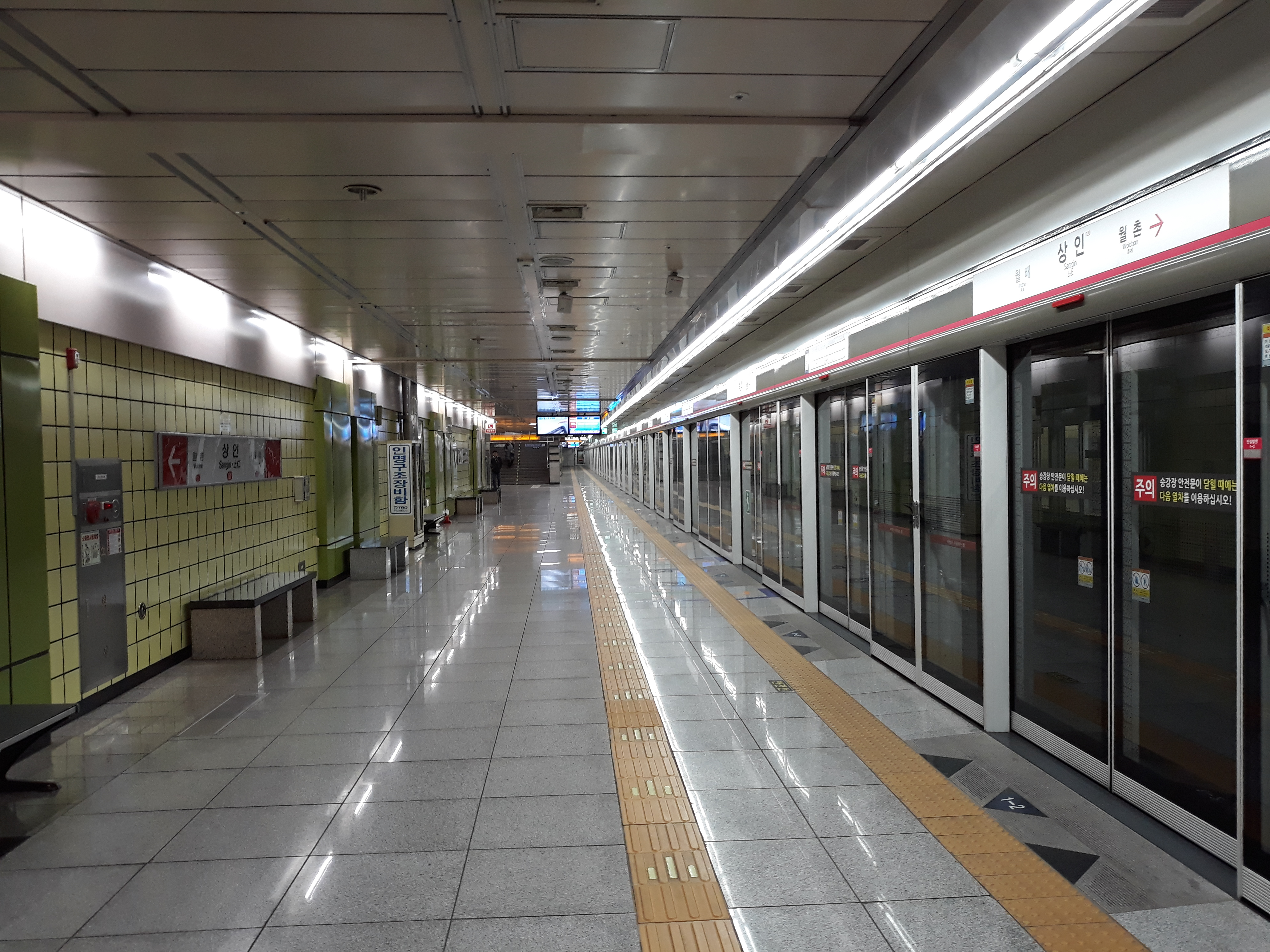
候車月台
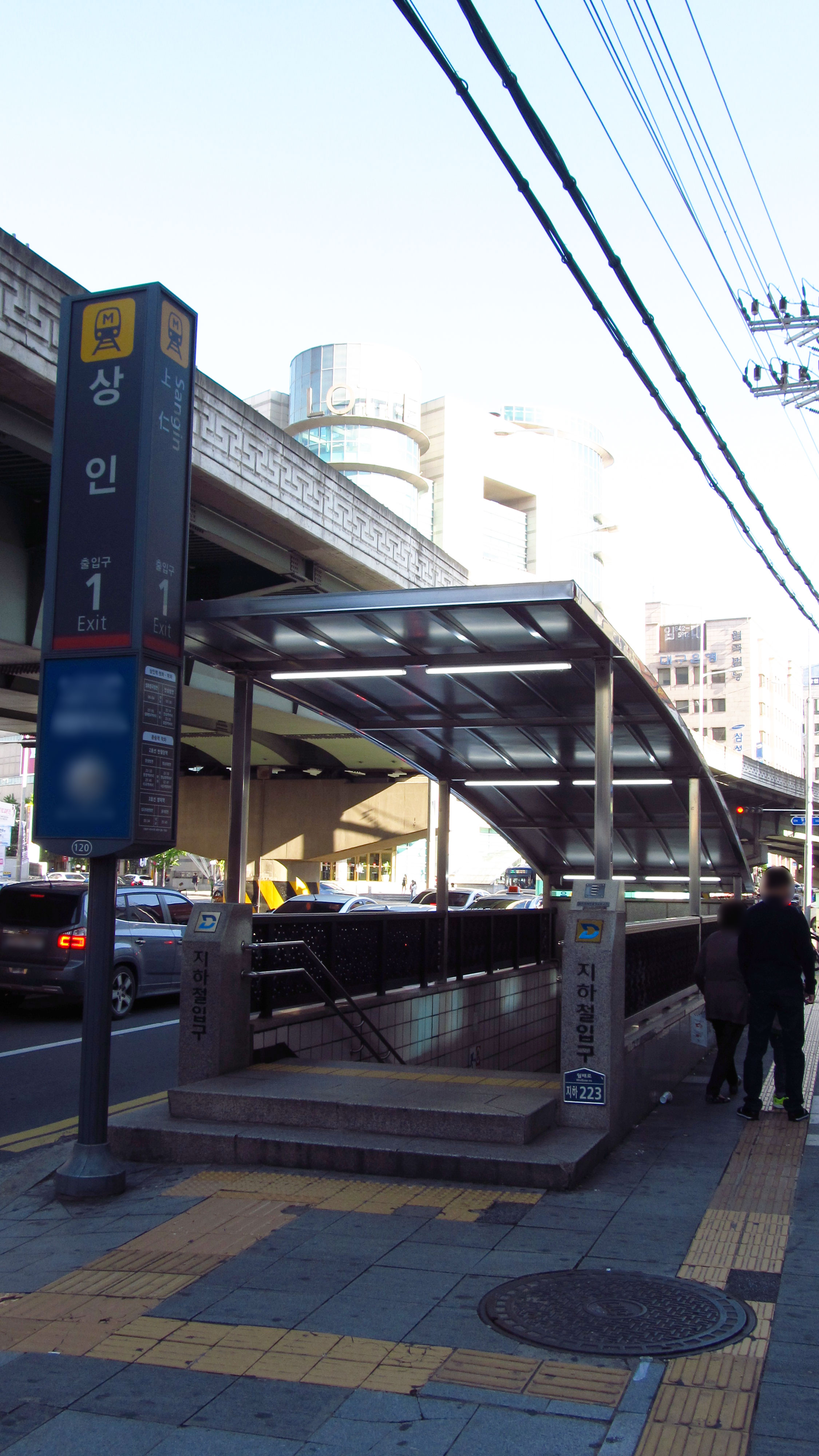
1號出口
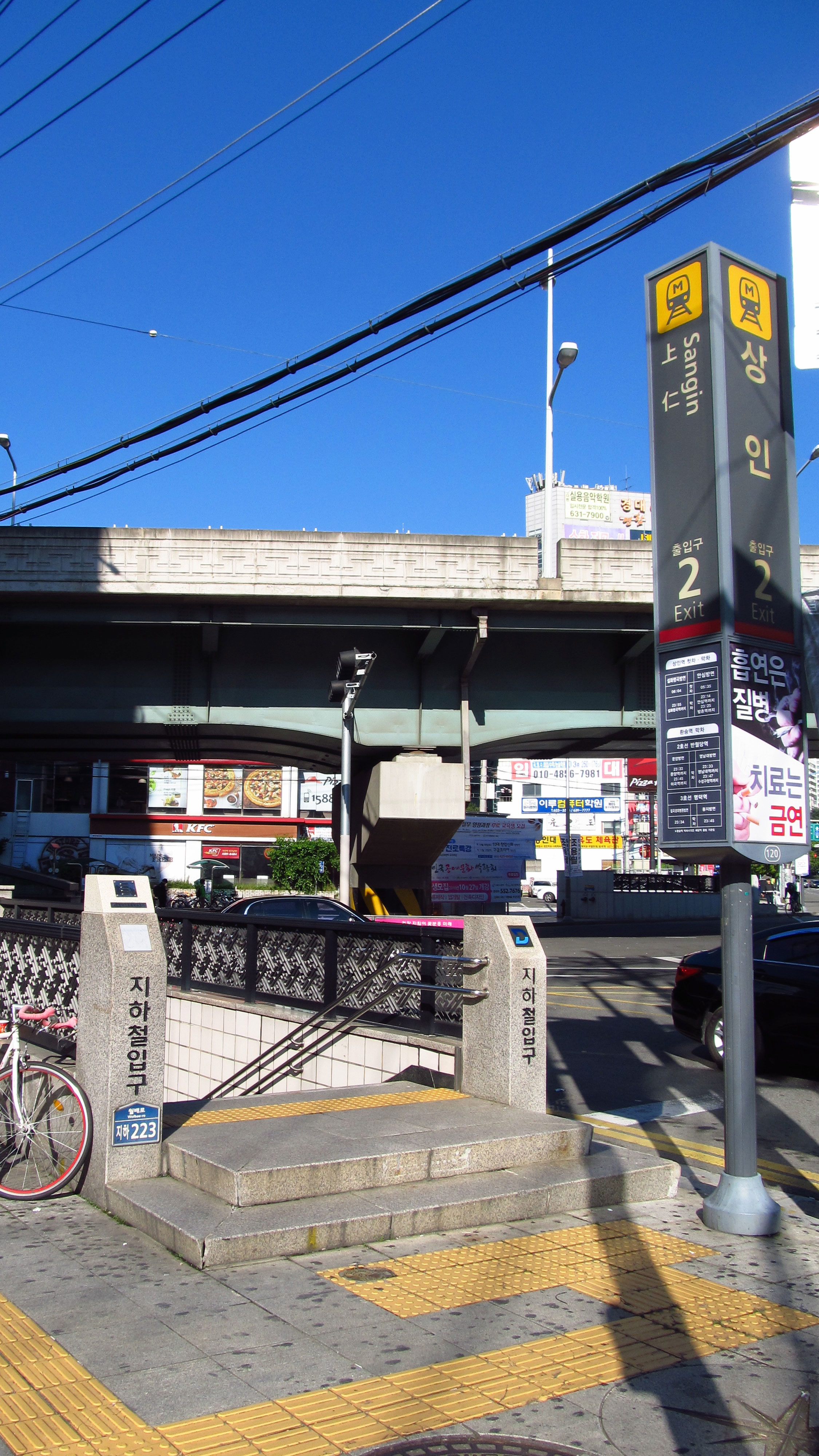
2號出口

## 相鄰車站
大邱都市鐵道公社
●大邱都市铁道1号线
月背（119）－上仁（120）－月村（121）